# الظاهر قانصوه الأشرفي

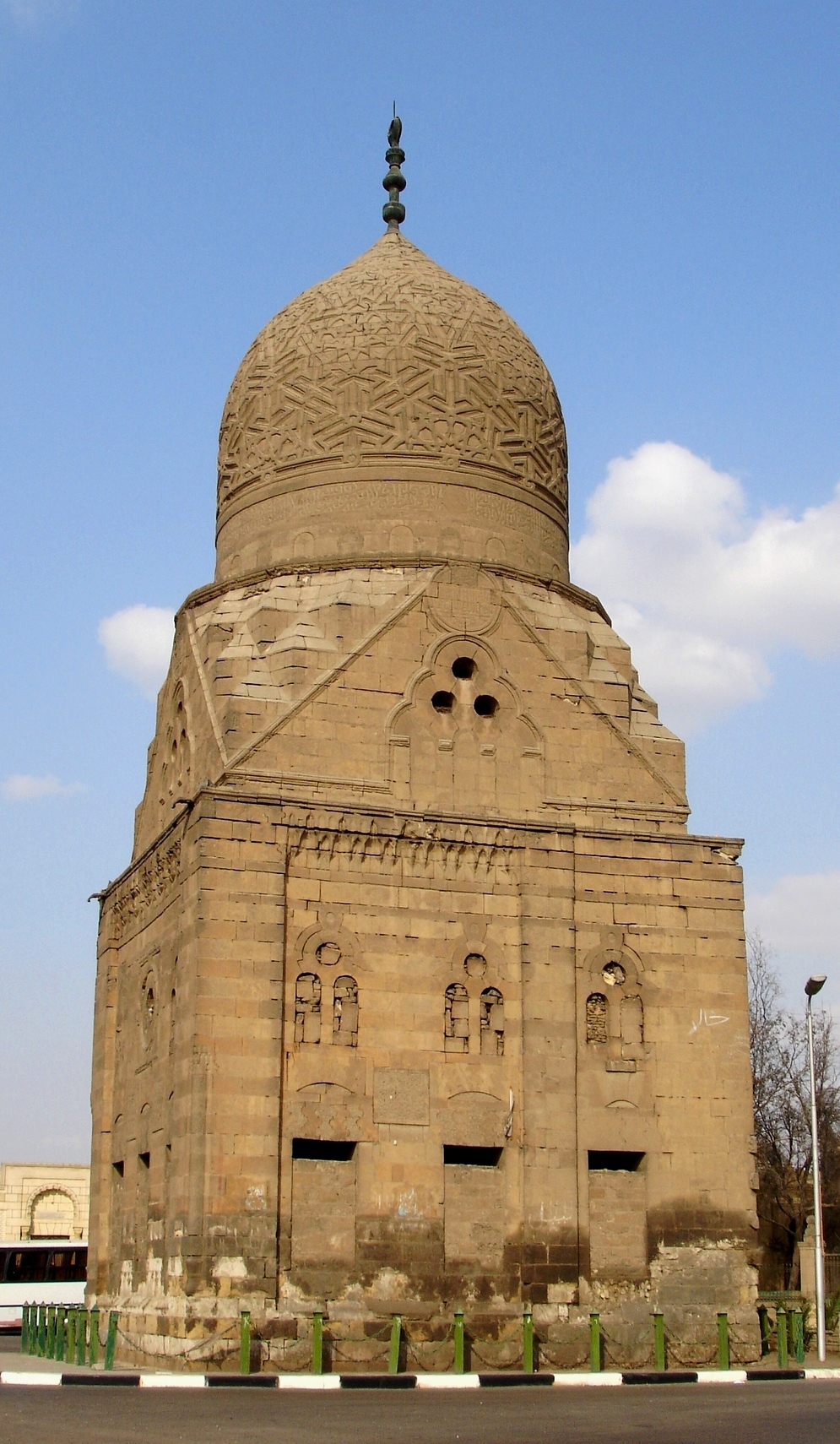
قبة وضريح السلطان الظاهر قانصوه الأشرفي

الظاهر قانصوه الأشرفي أو الظاهر أبو سعيد قانصوه ، أحد سلاطين الدولة المملوكية الشركسية، تولى الحكم في (ربيع الأول 904 هـ/1498 م - 905 هـ/1500 م) خلفًا للسلطان الناصر محمد بن قايتباي. وهو خال السلطان الناصر محمد بن قايتباي.